# Der einsame Kämpfer
Der einsame Kämpfer (Originaltitel: Choke Canyon) ist ein US-amerikanischer Actionfilm von Regisseur Charles Bail aus dem Jahr 1986.

## Handlung
Der Physiker Dr. David Lowell arbeitet an einem Experiment im Choke Canyon in Utah. Er versucht eine neue, günstige Energiequelle zu erschließen und erwartet dazu den Vorbeiflug des Halleyschen Kometen. Lowell hat das Grundstück, auf dem er sein Labor eingerichtet hat, für 99 Jahre von der Pilgrim Corporation geliehen. Deren Vorsitzender John Pilgrim beschließt jedoch, den Canyon für die Endlagerung von Atommüll zu nützen. Als Lowell sich dem widersetzt und auf seinen Vertrag beruft, entsendet Pilgrims Handlanger Parkside einige seiner Schläger, die das Labor zerstören.
Während sich Pilgrim mit seiner rechten Hand, dem Rechtsanwalt Brook Alastair, als Sieger wähnt, beginnt Lowell einen Rachefeldzug gegen den Konzern, in dessen Folge er dessen zahlenmäßig überlegenen Handlangern unter anderem Sprengfallen stellt und an dessen Ende eine Verfolgungsjagd zwischen einem Hubschrauber und einem Flugzeug steht. Vanessa, Pilgrims rebellische Tochter, ist als Umweltschutzaktivistin auf der Seite von Lowell, wird von diesem als Geisel genommen. Letztlich verlieben sich die beiden jedoch, und die Pilgrim Corporation wird besiegt.

## Synchronisation
Die Synchronarbeiten übernahm die Berliner Synchron GmbH.
| Rolle                 | Schauspieler    | Synchronsprecher         |
| --------------------- | --------------- | ------------------------ |
| Dr. David Lowell      | Stephen Collins | Norbert Langer           |
| Capt. Oliver Parkside | Bo Svenson      | Engelbert von Nordhausen |
| Brook Alastair        | Lance Henriksen | Friedrich Georg Beckhaus |
| Buck                  | Robert Hoy      | Wolfgang Völz            |
| John Pilgrim          | Nicholas Pryor  | Harry Wüstenhagen        |
| Craine                | Kurt Woodruff   | Gerd Holtenau            |

## Produktion
Produziert wurde der Actionfilm vom italienischen Produzenten Ovidio G. Assonitis, der unter dem Pseudonym Oliver Hellman 1977 den Horrorfilm Der Polyp – Die Bestie mit den Todesarmen inszeniert hatte, in dem Bo Hopkins eine der Hauptrollen übernahm. Als Produzent des Horrorfilms Piranha 2 – Fliegende Killer entließ er Regisseur James Cameron während der Dreharbeiten; in diesem Film wirkte Lance Henriksen mit. Der einsame Kämpfer erhielt in Deutschland keine Kinoauswertung und wurde von Warner auf Video veröffentlicht.
Außerhalb der Vereinigten Staaten wurde der Film auch unter dem Titel On Dangerous Ground vermarktet. Die Single Silent Running (On Dangerous Ground) der Band Mike & the Mechanics wurde für den Soundtrack ausgewählt. Im dazugehörigen Musikvideo sind kurze Filmausschnitte aus Der einsame Kämpfer zu sehen. Die von Mike Rutherford und B. A. Robertson komponierte Single erreichte in den deutschen Singlecharts eine Top-10-Platzierung.

## Kritik
„Eine unglaubwürdige Actiongeschichte mit zahlreichen Gewaltszenen, die die Möglichkeiten zu ernsthafter Auseinandersetzung verschenkt.“